# ファブリシオ・サントス・ジ・ジェズス
ファブリシオ・バイアーノ（Fabrício Baiano）ことファブリシオ・サントス・ジ・ジェズス（ポルトガル語: Fabrício Santos de Jesus、1992年6月13日 - ）は、ブラジルのサッカー選手。ポジションはMF。

## 経歴
ユース時代にはエイトル・ビスポ・ドス・サントス（Heitor Bispo dos Santos）の偽名と、1996年3月7日生という年齢詐称を行って、南米U-15選手権に出場していたが、2012年3月に戸籍の偽造を告白した。翌年にCRヴァスコ・ダ・ガマで選手初出場を記録した。
その後様々なクラブを転々として、2024年1月19日にJ3リーグのSC相模原にブルーノ・サントスとともに加入した。3月6日のJリーグカップ・ザスパクサツ群馬戦で日本初出場を記録した。しかし同年7月1日に海外移籍のためにチームを離脱し、FCペトロルル・プロイェシュティに移籍した。ブルーノ・サントス、さらに同年に加入したパブロ・ヒアンも彼同様に半年で退団したため、クラブ3年ぶりの外国籍選手は半年で全員が退団となった。

## 個人成績
| 国内大会個人成績 | 国内大会個人成績 | 国内大会個人成績 | 国内大会個人成績 | 国内大会個人成績 | 国内大会個人成績 | 国内大会個人成績 | 国内大会個人成績 | 国内大会個人成績 | 国内大会個人成績 | 国内大会個人成績 | 国内大会個人成績 |
| 年度             | クラブ           | 背番号           | リーグ           | リーグ戦         | リーグ戦         | リーグ杯         | リーグ杯         | オープン杯       | オープン杯       | 期間通算         | 期間通算         |
| 年度             | クラブ           | 背番号           | リーグ           | 出場             | 得点             | 出場             | 得点             | 出場             | 得点             | 出場             | 得点             |
| 日本             | 日本             | 日本             | 日本             | リーグ戦         | リーグ戦         | リーグ杯         | リーグ杯         | 天皇杯           | 天皇杯           | 期間通算         | 期間通算         |
| ---------------- | ---------------- | ---------------- | ---------------- | ---------------- | ---------------- | ---------------- | ---------------- | ---------------- | ---------------- | ---------------- | ---------------- |
| 2024             | 相模原           | 28               | J3               | 6                | 0                | 1                | 0                | -                | -                | 7                | 0                |
| 通算             | 日本             | 日本             | J3               | 6                | 0                | 1                | 0                | 0                | 0                | 7                | 0                |
| 総通算           | 総通算           | 総通算           | 総通算           | 6                | 0                | 1                | 0                | 0                | 0                | 7                | 0                |